# 叶·哈伯格
埃德加·伊普塞尔·哈伯格（Edgar Yipsel Harburg；1896年4月8日—1981年3月5日），常称叶·哈伯格（Yip Harburg），是一位美国流行歌曲作词家，曾与许多著名作曲家合作，作品包括《兄弟，能给我一毛钱吗？》和《绿野仙踪》配乐（如《彩虹之上》）等，倡导种族、性别平等。

## 生平
他于1896年4月8日出生于纽约市下东区，原名伊西多尔·霍赫伯格 （Isidore Hochberg），父亲刘易斯和母亲玛丽·里辛（Mary Ricing）是从俄罗斯移民而来的说意第緒語的正統派犹太人。
他就读于汤森哈里斯高中，在那里认识同样喜爱吉爾伯特與薩利文的艾拉·格什温，成为好友，后就读纽约市立学院，结婚并生了两个孩子后，开始在当地报纸上写诗。他是联合电器公司（Consolidated Electrical Appliance Company）的联合创始人，但该公司在1929年華爾街股災后破产，给哈堡留下了50,000至70,000美元的债务。
艾拉·格什温将哈伯格介绍给杰伊·戈尔尼，开始为百老汇创作歌曲。他的《兄弟，能给我一毛钱吗？》在大萧条时期风靡全国。后来，他获得派拉蒙的合同，前往好莱坞工作，凭借《彩虹之上》获得奥斯卡最佳音乐原创歌曲奖。但他同时也依旧创作音乐剧，反映工人阶级生活以及种族主义，如《菲尼安的彩虹》（1944）。

### 列入黑名单
尽管从未加入过美國共產黨（他曾是社会党党员，并开玩笑说“Yip”是青年社会主义联盟的缩写），但他还是被列入黑名单。
他的名字出现《红色频道》中，因为参与好莱坞民主委员会，并拒绝指认共产主党，导致他从1950年到1962年整整十二年被禁止在好莱坞电影、电视和广播中出现。期间，他无法出国旅行，因为他的护照已被吊销。音乐剧《Flahooley》（1951）由哈伯格作词，讽刺了美国的反共情绪，曾在百老汇上演。
1981年3月5日，哈伯格在洛杉矶日落大道上开车时去世，享年84岁。虽然最初报道他死于交通事故，后来确认为是在红灯停车时心脏病发作。

## 荣誉
1940年，哈伯格凭借《绿野仙踪》与哈罗德·阿伦共同荣获奥斯卡最佳音乐原创歌曲奖。此外，他还与阿伦一起凭借《月宫宝盒》（1943年）、与杰罗姆·科恩一起凭借《歌声不断》（1944年）获得奥斯卡最佳音乐原创歌曲奖提名。
1972年，哈伯格入选歌曲作者名人堂。
2005年4月，美國郵政署发行了他的纪念邮票。